# J002E3

Bilder från upptäckten av J002E3

J002E3 är rester från uppskjutningen av Apollo 12. Föremålet färdas i en bana i närheten av jorden.
Amatörastronomen Bill Yeung upptäckte den 3 september 2002 och trodde den var en asteroid.